# Uzina Tractorul Brașov
Az Uzina Tractorul Brașov Románia legnagyobb traktorgyára volt. 1946-ban kezdte meg működését a Brassó északi részén elhelyezkedő egykori IAR repülőgépgyár csarnokaiban. Fennállása során több, mint 1,32 millió mezőgazdasági járművet gyártott, melyeknek több mint felét 115 országba exportálták. A kommunizmus bukása után hanyatlásnak indult. Sikertelen privatizációs próbálkozások után 2007-ben megszűnt és lebontották.

## Története
1925-ben Brassó mellett megalapították az IAR Brașov repülőgépgyárat. A második világháborúban lebombázták, és az épen maradt felszereléseket elvitték az oroszok háborús kártérítés gyanánt. Az üzem 1946-ban, traktorgyárként indult újra, Sovromtractor néven. A SovRom-ok a világháború után létrehozott szovjet-román vállalatok voltak, melyek azzal a céllal létesültek, hogy a románok visszafizethessék a Szovjetuniónak a háborús károkat. A SovRom-ok által a szovjetek könyörtelenül kizsákmányolták a román gazdaságot és természeti kincseket.
A Sovromtractorban 1946 decemberétől gyártották az IAR-22-est, az első román készítésű traktort, mely a német Hanomag R40 licencelt változata volt. Az 1940-es évek végétől gyártották a továbbfejlesztett IAR-23-ast (és ennek dízelmotoros változatát, az SRT 1-et). 1949-ben gyártották le az ezredik járművet.
1954-ben, a SovRom-ok felszámolása után a gyár a román állam tulajdonába került, és Uzina Tractorul Orașul Stalin (UTOS, Sztálinvárosi traktorgyár), majd 1960-tól Uzina Tractorul Brașov (UTB, Brassói traktorgyár) név alatt működött tovább. Az 1950-es években megkezdték a MTZ licencű UTOS sorozat és a szovjet Kirovecre alapuló, lánctalpas KD 35 készítését. A traktorokat több afrikai, közel-keleti, és dél-amerikai országba is exportálták. Ekkor a gyárnak 15 000 alkalmazottja volt, ez Brassó munkaképes lakosságának a felét jelentette. Az iparvállalatokkal párhuzamosan felépült a Traktor-negyednek nevezett, panelházakból álló lakótelep.
Az 1960-as évek közepétől készítették a teljesen román tervezésű és fejlesztésű, D-110 motorral felszerelt Universal 650 traktort, az UTB legismertebb és legnépszerűbb modelljét. Az 1970-es években a gyárat nagymértékben kibővítették; területe 110 hektár lett, ebből az épületek 75 hektárt foglaltak el. Ekkor 26 000 alkalmazott dolgozott itt, és évi 32 000 mezőgazdasági gépet gyártottak.
1980-ban a világ hatodik legnagyobb traktorgyára volt, 39 különböző típus 300 változatát állították elő, összesen évi 62 200-at. 1990-ben a termelés 50 000 darab volt, ezek 40%-át Iránba exportálták. Külföldön Universal, UTB, Universal Farmliner, Titan neveken forgalmazták, Törökországban és Pakisztánban pedig licenc alapján gyártották.
Az 1989-es rendszerváltás után a gyár hanyatlani kezdett: Irán visszamondta a szerződést, a román vásárlók pedig a külföldi járműveket kezdték előnyben részesíteni. 2002-ben már csak 4000 jármű készült. Többször próbálták privatizálni, az olasz Landini és az indiai Mahindra is érdeklődését fejezte ki, de végül elálltak a vásárlástól. 2007-ben a gyár megszűnt. Az épületeket lebontották, helyükön 2015-ben megnyílt a Coresi pláza.
Az Universal 650-et ma is gyártják Băicoiban, nagy részüket Egyiptomba exportálják. Az argentin T&M Grossi társaság egyes traktorai is Universal modellekre alapulnak.

## Érdekességek
- A Coresi pláza előtt egy IAR-22, egy KD 35, és egy UTOS van kiállítva.
- A 25 banis és 1 lejes pénzérme hátlapjai UTOS traktorokat ábrázoltak.
- A gyár egyik épületén (ma a Spiru Haret egyetem épülete) máig látható a Trăiască în veci prietenia româno-sovietică (Éljen mindörökké a román-szovjet barátság) felirat,[7] annak ellenére, hogy a román-szovjet kapcsolatok már az 1960-as években megromlottak.

## Képek

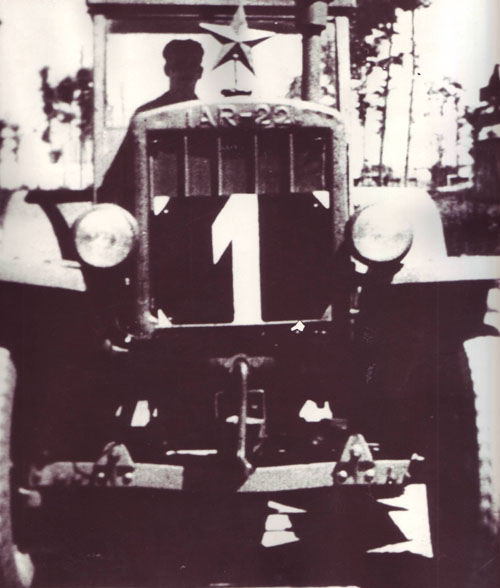
Az első IAR-22
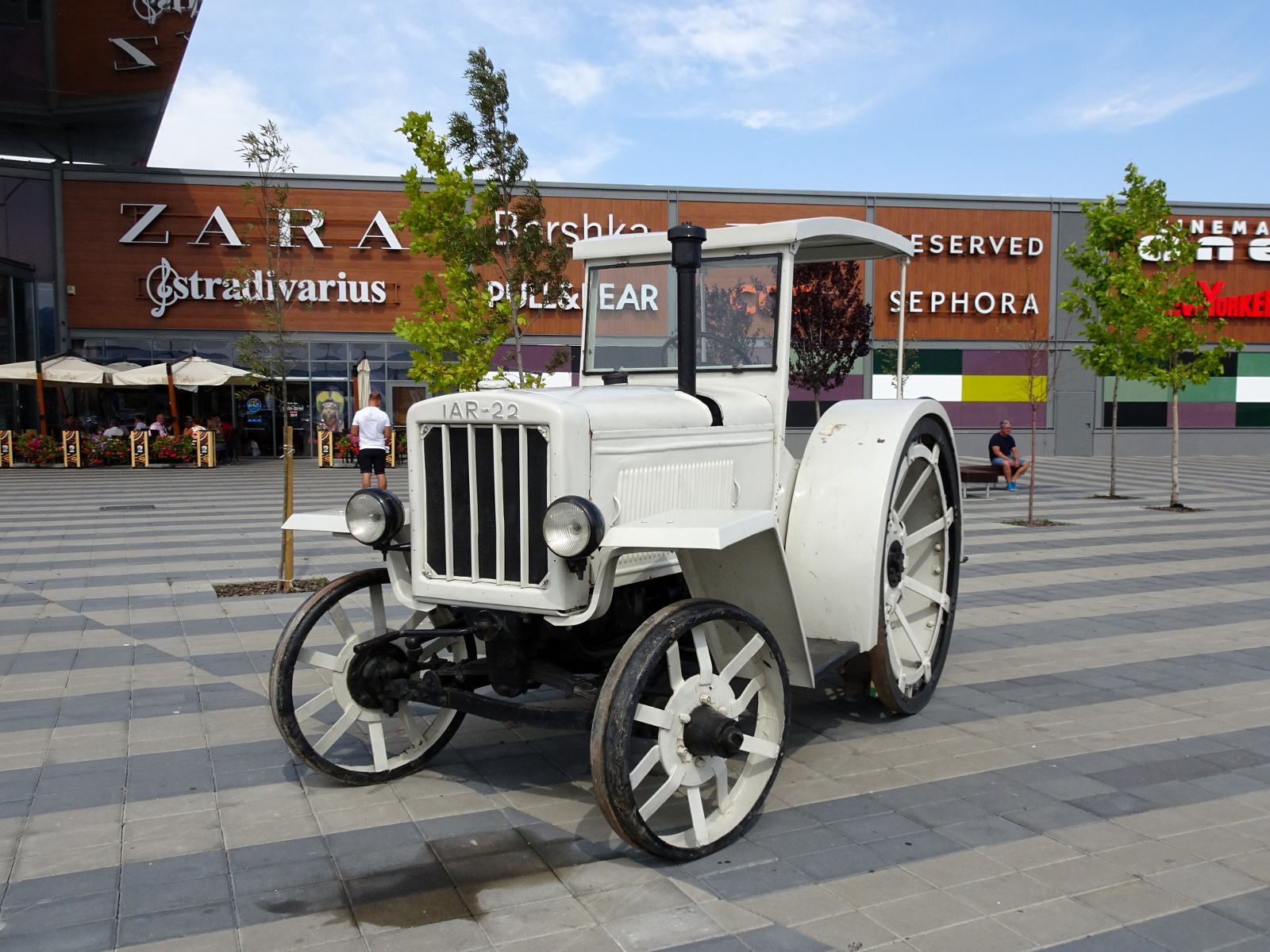
Kiállított IAR-22
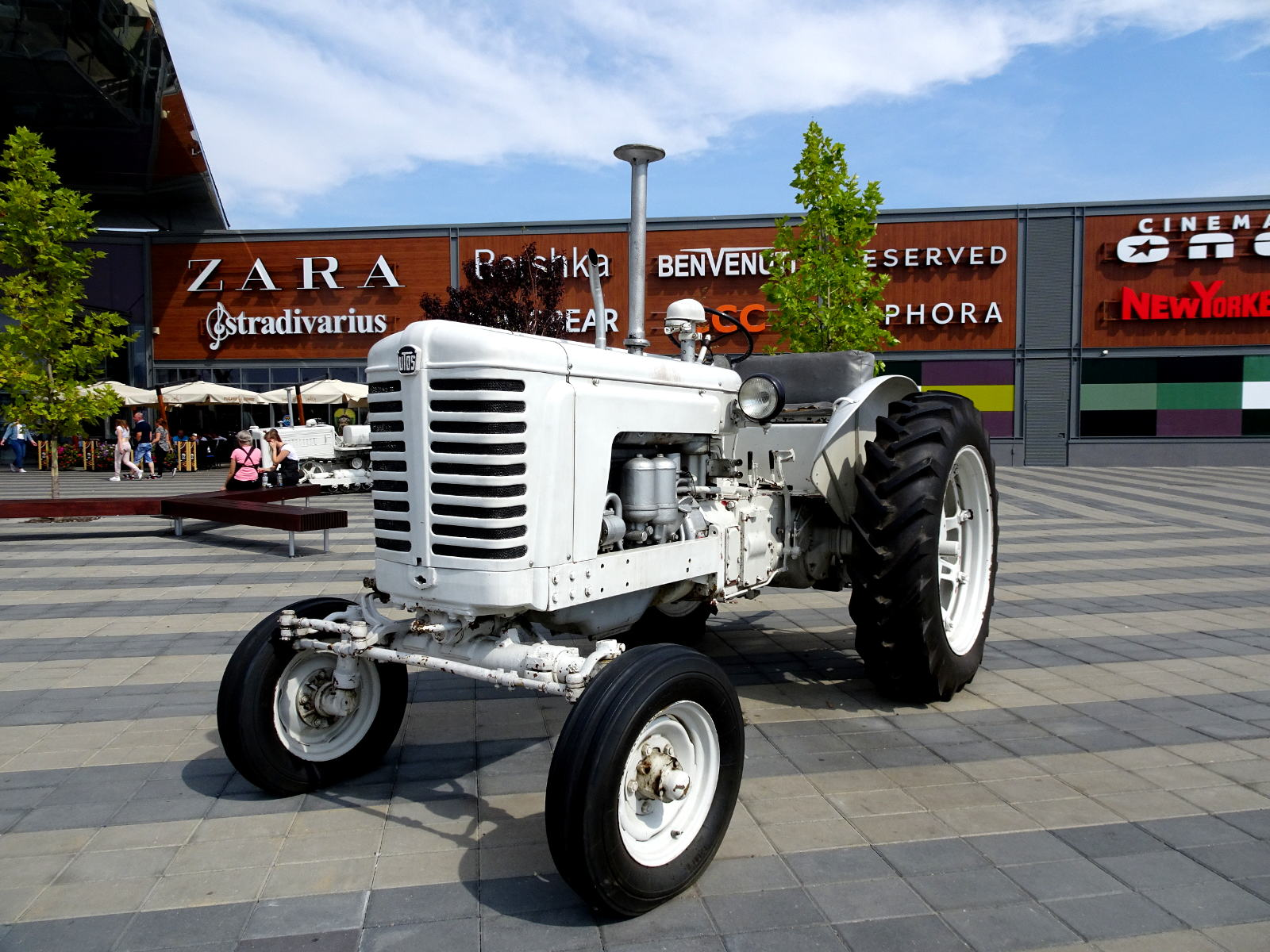
Kiállított UTOS
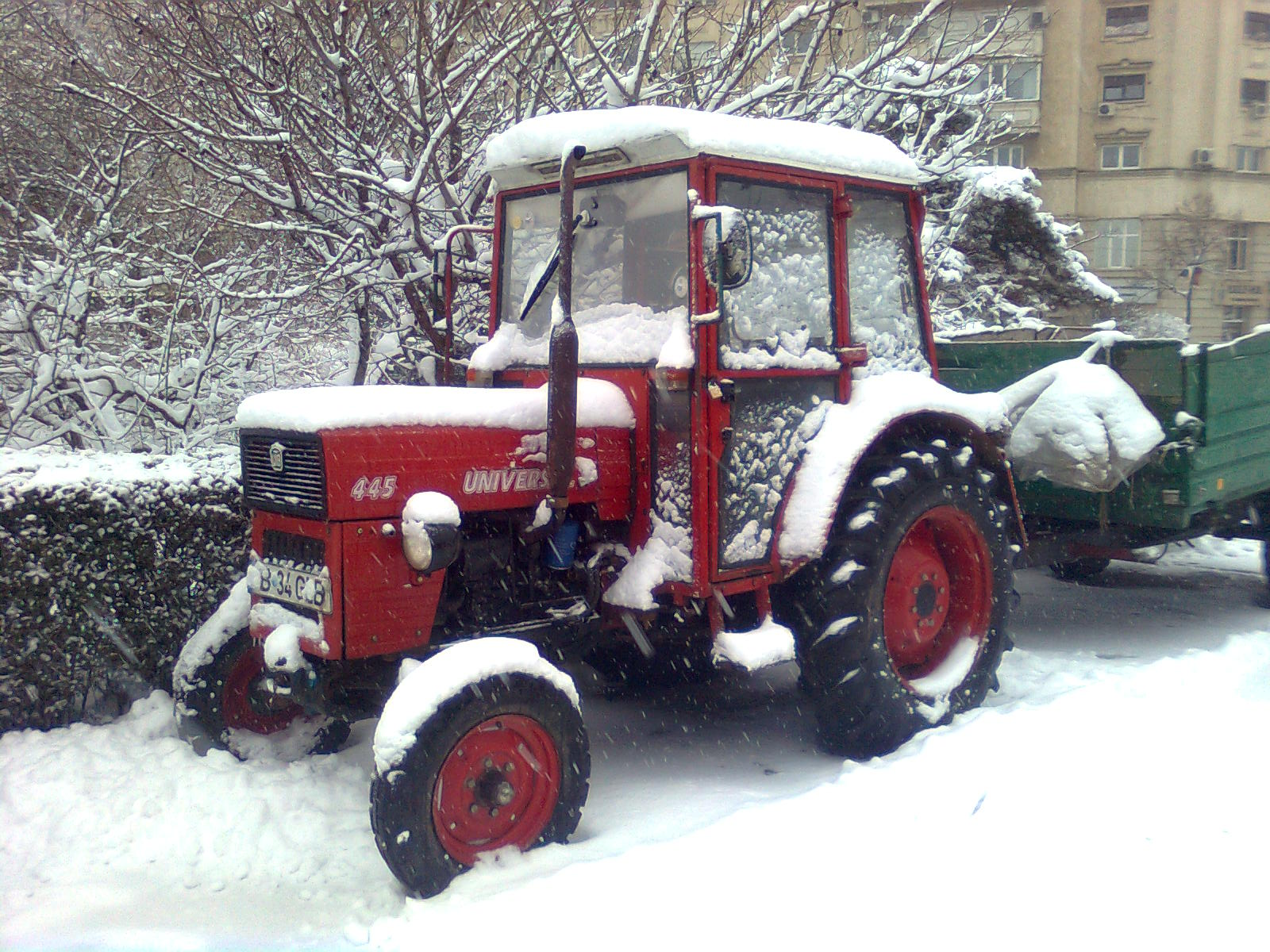
Universal 445
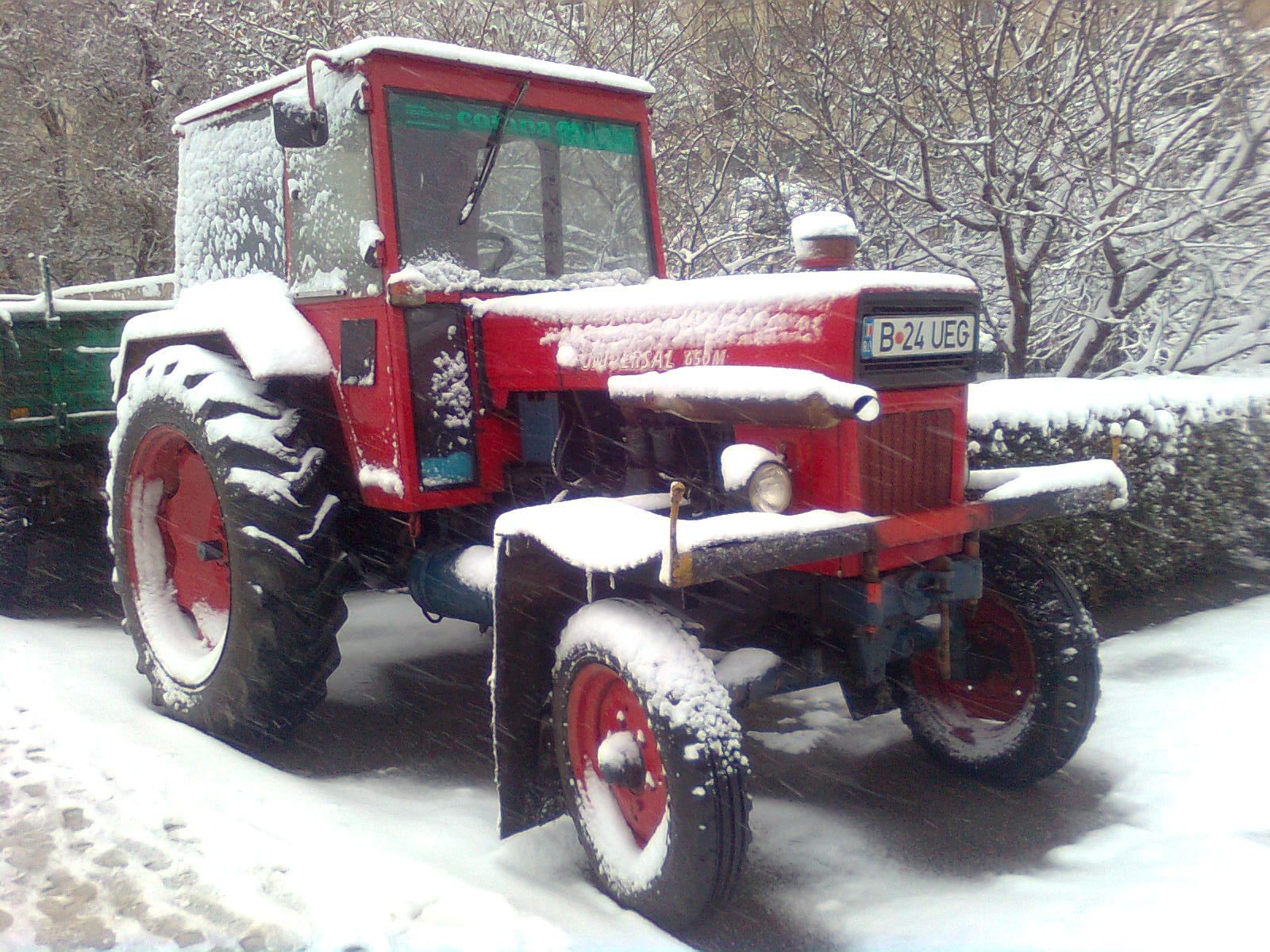
Universal 650